# Teodorico V de Holanda
Teodorico V de Holanda, nacido en Vlaardingen hacia 1052, y muerto en Güeldres el  17 de junio de 1091, fue conde de Holanda desde 1061 a 1091. Era hijo de Florencio I, y de Gertrudis de Sajonia.
Sucedió a su padre bajo la regencia de su madre, Gertrudis de Sajonia.  El obispo de Utrecht, Guillermo I, aprovechó esta circunstancia para ocupar las tierras que revindicaba en Holanda. Las pretensiones de Guillermo fueron confirmadas por dos diplomas del emperador Enrique IV,  fechados en Kaiserswerth el 30 de abril y el 2 de mayo de 1064. Teodorico solo conservó las tierras al oeste del río Vlie y alrededor de la desembocadura del Rin.
Gertrudis y su hijo se refugiaron en las islas de Frisia (Zelanda), dejando que el obispo Guillermo ocupara el territorio disputado. Gertrudis se casó en 1063 con Roberto el Frisón, segundo hijo de Balduino V, conde de Flandes.
Balduino V cedió a su hijo Roberto las cinco islas de Zelanda al oeste del Escalda, quien tomó el nombre de Gobernador de Holanda y Tutor del joven Teodorico, defendiendo con tanta eficacia los derechos de su hijastro, que el obispo Guillermo hubo de desistir por un tiempo de sus pretensiones y en 1064 decidió peregrinar a Tierra Santa.
Teodorico recibió en herencia el Flandes imperial. Flandes dependía entonces del reino de Francia, pero poseía algunos feudos en el Imperio. Balduino sacó provecho temporalmente de ello para controlar el litoral hasta el norte de Holanda.
Roberto ostentaba el poder sobre toda Frisia bien por su propio derecho o por el de su hijastro Teodorico.

## La tutela de Roberto de Flandes
En 1067 falleció Balduino V, conde de Flandes, y le sucedió su hijo mayor con el nombre de Balduino VI. El nuevo conde, creyendo que su hermano Roberto el Frisón, poseía injustamente y contra su propio derecho, las islas zelandesas, que le habían sido cedidas por su padre, invadió el condado de Holanda para disputarle su posesión. Roberto antes de enfrentarse a él, le solicitó la paz a su hermano; pero este rechazó la petición.
Los dos ejércitos se atacan con igual furia y Balduino, habiéndose expuesto con poca precaución, dejó la vida sobre el campo de batalla y su hermano obtuvo una victoria tan completa que, tras vencer y dispersar al ejército flamenco, entró fácilmente en posesión del condado de Flandes.
Tras la muerte de su hermano Balduino VI, en 1070, su viuda  Richilda de Hainaut se convierte en tutora de  Arnulfo III, queriendo conservar para su hijo las posesiones de su padre, pretende los feudos de Roberto. Sin embargo, el condado de Holanda es invadido por las tropas de Godofredo el Jorobado y del obispo Guillermo de Utrecht, quien había conseguido del emperador la investidura del condado.
Las tropas lorenesas se  apoderan entonces de la herencia holandesa de los hijastros de Roberto, al que derrotan en Leiden. Robert se refugia con su esposa Gertrudis y sus hijos en los dominios de  su cuñado, el duque Ordulfo de Sajonia. Es allí donde Roberto recibe la solicitud de ayuda de los flamencos rebelados contra Richilda. Ordulfo de Sajonia le abastece de tropas para que pueda volver a Flandes. Gante, después Ypres y el resto de ciudades flamencas le reconocen como su señor natural.  Roberto derrota Richilda, y consigue tomar Lille.
Richilda llama en su ayuda al rey de Francia, Felipe I, que acude en pleno invierno, y toma posición al pie del Monte Cassel donde Roberto se atrincheró no lejos de Bavinckhove. El 22 de febrero de 1071, Roberto y sus piqueros flamencos derrotan a los franceses. En el curso de la batalla, Richilde es hecha prisionera y su hijo Arnulfo III encuentra la muerte.  Después de esta victoria, Roberto forzó al rey Felipe I a concluir un tratado por el que el rey de Francia se obligaba a abandonar a Richilde y a su hijo y a apoyar las pretensiones de Roberto.  A partir de este momento Teodorico V toma el título de conde de Holanda.
Pero Richilda, siempre resuelta a echar a Roberto de las posesiones de su hijo, solicitó el apoyo del emperador Enrique IV quien le prometió sostener sus derechos con todas sus fuerzas y ordenó, en consecuencia, atacar a Roberto por dos frentes a la vez. Un ejército imperial entró en Flandes y Roberto, conduciendo sus tropas, atacó en Mons en Hainaut y obtuvo una victoria completa sobre los imperiales. Pero mientras triunfaba en Flandes sus tropas eran derrotadas en Holanda.  El emperador había enviado un ejército considerable al mando de Godofredo III de Lorena y del obispo Guillermo de Utrech, que sometió el condado de Holanda. Roberto acudió rápidamente en ayuda de Holanda y se encontró con el ejército de Lorena bajo las murallas de Leiden. Y fue aquí donde la fortuna abandonó a Roberto y su derrota fue tan completa que tuvo que retirarse a Flandes.
El duque de Lorena aprovechó esta victoria para someter el resto de la provincia y adoptó el título de conde de Holanda, conduciéndose siempre como si fuera su legítimo soberano. Pero no pudo gozar mucho tiempo de sus conquistas y de la usurpación del condado. En la ciudad de Delf, que se supone construida por él, donde tenía su corte fue asesinado por un tal Gizelberto. El asesino, que había sido cocinero de Roberto el Frisón o del joven conde Teodorico, aprovechó un momento en el que Godofredo estaba solo y sin defensa para asestarle una puñalada. Este hecho ocurrió el 25 de febrero de 1076.
El obispo Guillermo de Utrech no sobrevivió mucho tiempo al duque Godofredo de Lorena. Este prelado, después de la muerte del duque, intentó asegurarse la posesión del condado de Holanda. Para ello echó los fundamentos de un fuerte castillo en la ciudad de Ysselmond; pero falleció el 17 de abril de 1076 y acabó la construcción su sucesor Conrado que lo dotó de una fuerte guarnición.
La muerte del duque y del obispo facilitó a Roberto el Frisón los medios para restablecer a su hijastro Teodorico en la herencia de sus padres. Pero para ello necesitaba arrojar de Ysselmond al obispo de Utrech, por lo que solicitó la ayuda de Guillermo el Conquistador, rey de Inglaterra, que le envió varios barcos. La flota combinada anglo-holandesa remontó el Mosa y se encontró con la del obispo de Utrech que le cerraba el paso en Ysselmond. Roberto y Teodorico desembarcaron sus tropas ante la ciudad y  asediaron el castillo.  Después de dieciséis días de asedio, el obispo Conrado capituló y se retiró a Utrech con la guarnición del castillo, como había sido acordado. El obispo tuvo que devolver todas las posesiones que había ocupado para obtener su libertad.

## Matrimonio y descendencia
Teodorico, apacible posesor de sus bienes, de los que había sido largo tiempo despojado, pensó entonces en casarse. Lo hizo en 1083 con Otelinde de Sajonia  (1054 † 1124), hija de Herman o de Federico, duque de Sajonia, con la que tuvo un solo hijo:
- Florencio II (1085 † 1121), conde de Holanda.

Durante los quince años que vivió después de su matrimonio Teodorico gobernó en la más profunda paz, aunque aún tuvo que hacer la guerra a los frisones al este del Zuiderzee.
La historia observa también que un acta de donación a favor de la Abadía de Egmond, Teodorico V se autotitula "Conde de los holandeses por la gracia de Dios" como si quisiera hacer entender que no dependía de ningún soberano en la tierra. Falleció el 17 de junio de 1091 y fue enterrado en la Abadía de Egmond.